# Clemens van Bracht
Clemens van Bracht (Uden, 1 april 1950) is een Nederlands zanger en presentator.

## Biografie

### Loopbaan
Van Bracht ging na de mavo aan het in Michaël College in Waalwijk werken als chef in platenzaak Frans de Kok in 's-Hertogenbosch. Clemens is daarna jarenlang eigenaar van muziekwinkel The Music Store aan de Heuvelstraat in Tilburg. 
Zijn collega Willem van Schijndel komt op het idee voor een carnavalslied en hij deed mee. Samen vormden ze in 1974 De Deurzakkers. In 1983 scoorden ze met het lied Waar is de steek van de keizer? in de tipparade, een liedje uit de film De Boezemvriend. Daarna kreeg het duo regelmatig succes; in 1985 scoorden ze de carnavalshit Het feest kan beginnen en in 1990 Doe 'n stapje naar voren.

### Familie
Van Bracht is een jongere broer van biljarter Rini van Bracht.
Clemens is de zesde van acht kinderen uit een ondernemersgezin. Zijn ouders hadden een wit-goed-zaak in Udenhout en later café Thalia in Waalwijk.